# Благоя Георгієвський
Благоя Георгієвський (15 жовтня 1950 — 29 січня 2020) — югославський баскетболіст.
Срібний призер Олімпійських Ігор 1976 року, учасник 1972 року.
Переможець Середземноморських ігор 1971, 1975 років.
Срібний призер Чемпіонату Європи 1971 року.

## Життєпис
Етнічний північномакедонець Благоя Георгієвський грав за Югославію на Олімпійських іграх 1972 та 1976 років, вигравши срібло в Монреалі. Він починав у молодіжній збірній Югославії, яка виграла Балканаду в Рієці в 1970 році. Георгієвський виграв срібло на чемпіонаті Європи 1971 року та допоміг Югославії здобути золоті медалі на Середземноморських іграх 1971 та 1975 років.
Після розпаду Югославії Георгієвський працював тренером збірної Македонії. Він був членом Правління та Асамблеї Олімпійського комітету Македонії, а також президентом Олімпійської ради МОК. У 1997 році він був включений до Клубу великих Олімпійського комітету Македонії. Був прапороносцем Олімпійської збірної Македонії на Олімпіаді 2004 року в Афінах.
Георгієвський загинув у автомобільній аварії, коли його автомобіль не впорався з керуванням на слизькій дорозі та врізався в бетонні блоки.